# St. Martin (Leutkirch)

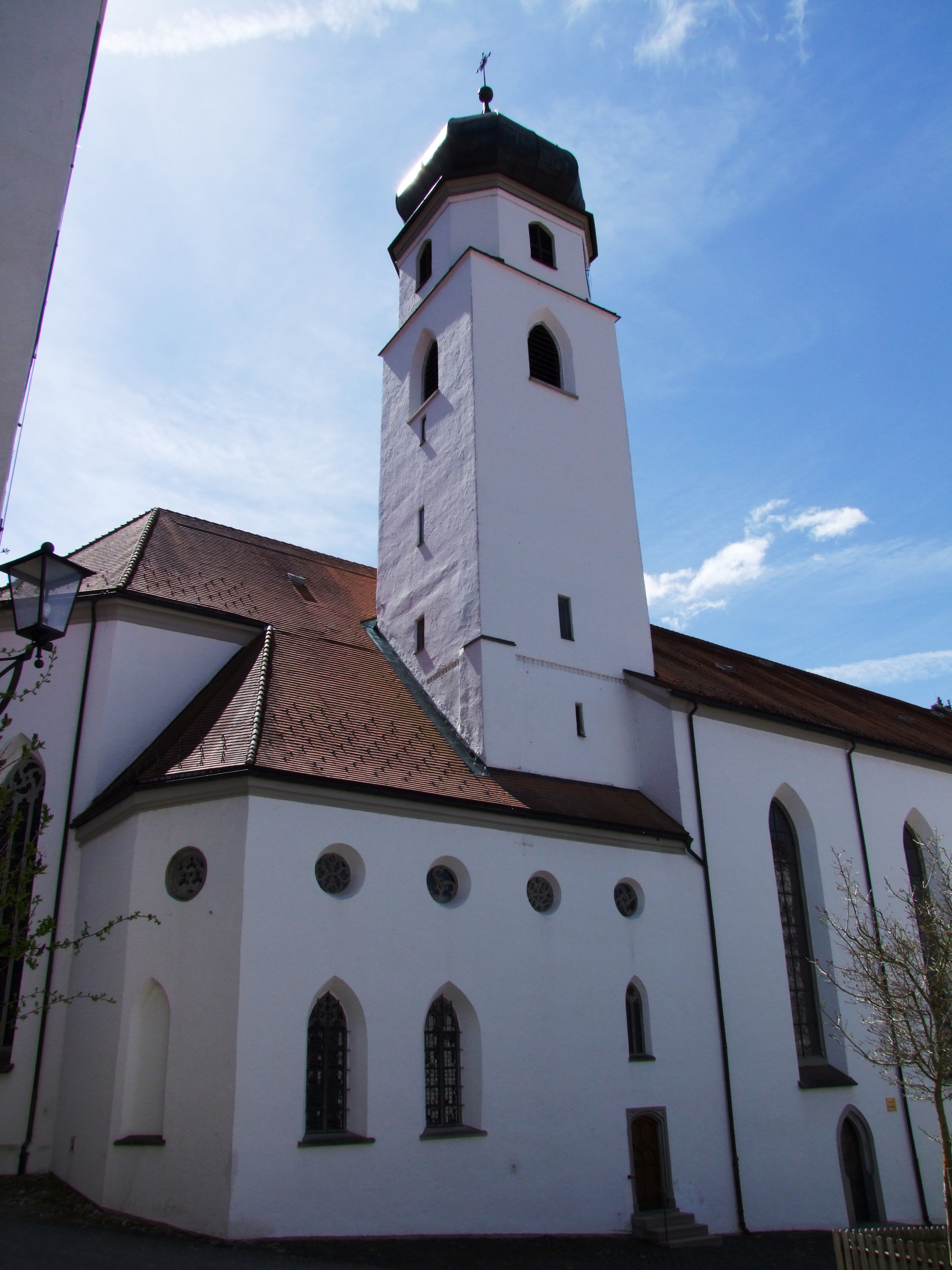
St. Martin in Leutkirch

Die Stadtpfarrkirche St. Martin ist ein römisch-katholisches Kirchengebäude in Leutkirch. Angesichts ihrer bereits Jahrhunderte zurückreichenden Bezeichnung als „Leutekirche“ war sie namensbildend für die Stadt Leutkirch.

## Geschichte
Eine erste Kirche St. Martin existierte bereits im 9. Jahrhundert. Diese  war Ausgangspunkt für die Besiedelung und schließlich die Entstehung der Stadt Leutkirch, die im 13. Jahrhundert das Stadtrecht erhielt.
Die heutige Kirche geht zurück auf einen Kirchenbau, der in den Jahren von 1514 bis 1519 als dreischiffige Hallenkirche errichtet wurde. Es handelt sich um einen spätgotischen Bau; im Chorraum finden sich noch Reste einer romanischen Vorgängerkirche. Der Baumeister bzw. Auftraggeber für den Bau sind unbekannt. Anfang des 19. Jahrhunderts wurde die vormalige Turmspitze durch die erhaltene Zwiebelspitze ersetzt, wodurch die Höhe des Turmes sich verringerte. Außerdem wurde im 19. Jahrhundert der Dachstuhl umgestaltet und verlor einige Meter an Höhe.

## Ausstattung

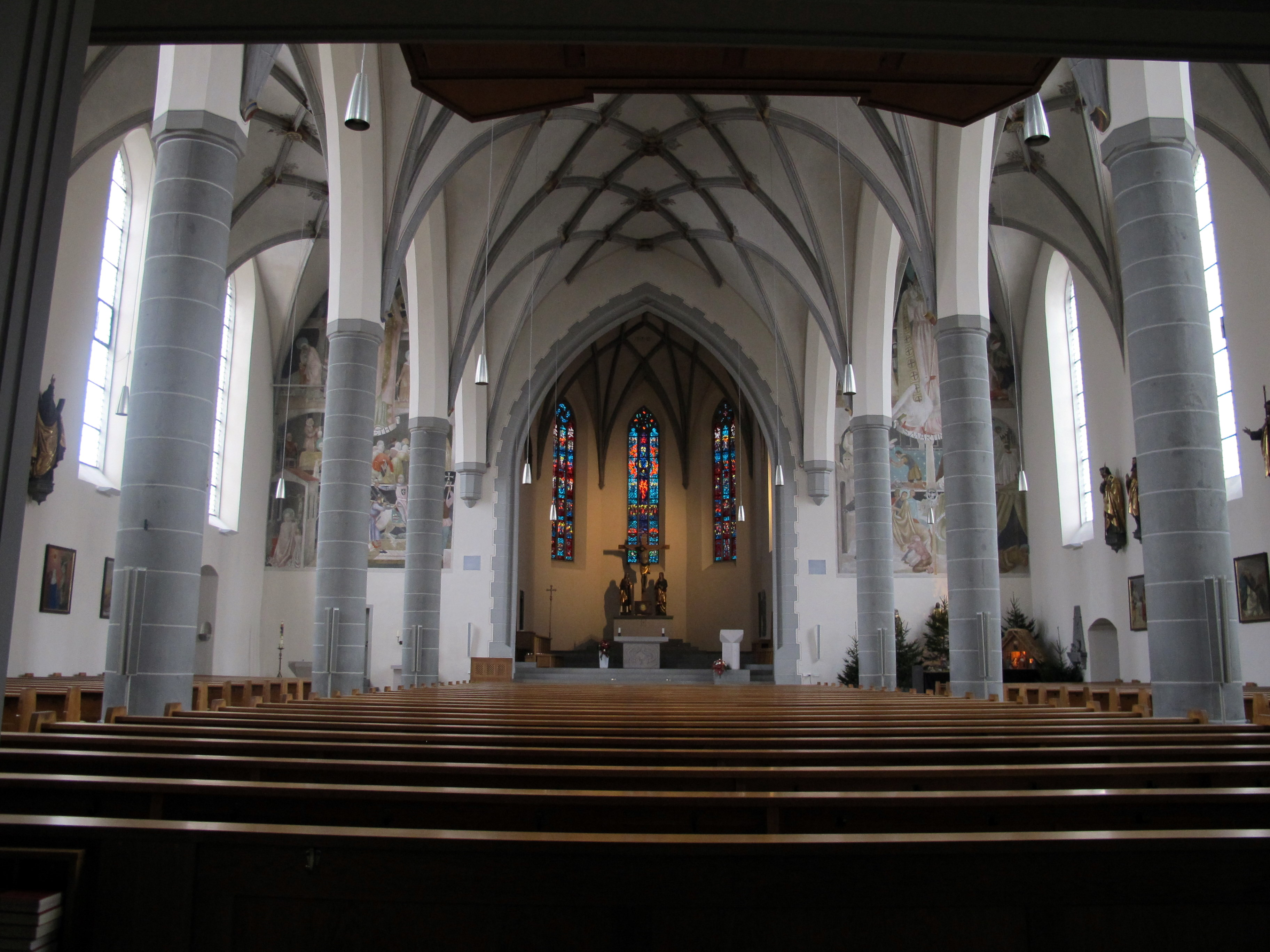
Blick zum Altar

Die Ausstattung der Kirche war zunächst schlicht. Überliefert ist, dass 1522 im Chorraum ein später wieder abgetragenes Sakramentshaus errichtet wurde. Eine spätere Ausgestaltung bzw. Ausstattung der Kirche war vom Barock geprägt.
Mitte des 19. Jahrhunderts wurde die Martinskirche von dem Bildhauer Ferdinand Prekle (München) im Stile der Zeit neu ausgestattet und ausgestaltet. Diese neugotische Gestaltung wurde im 20. Jahrhundert in zwei Etappen größtenteils wieder entfernt: 1936 wurden Hochaltar und Kanzel in ihrer Dekoration reduziert und vereinfacht; 1972 Hochaltarschrein und Kanzel ganz entfernt. Lediglich die Kreuzigungsgruppe des ehemaligen Hochaltars und die Apostelfiguren wurden nach Restaurierung wieder übernommen.
Die großen Fresken an den Ost-Seiten der Seitenschiffe wurden 1936 von Albert Burkart aus München geschaffen; sie zeigen Darstellungen des Hl. Martin und der Hl. Elisabeth. Die Darstellung des Kreuzweges stammt von dem Künstler Gebhard Fugl (München).
1972 wurde das Mittelschiff neu gestaltet; seitdem gibt es keinen Mittelgang mehr. Außerdem gab es im Chor neue Fenster: Jene der Chorrundung wurden von Rudolf Haegele (Rottweil) in kräftigen Farben gestaltet; Thema sind die Sätze des Glaubensbekenntnisses. Die Fenster der seitlichen Chorwand wurden von dem Künstler U. Dethleffs gestaltet.

## Orgel

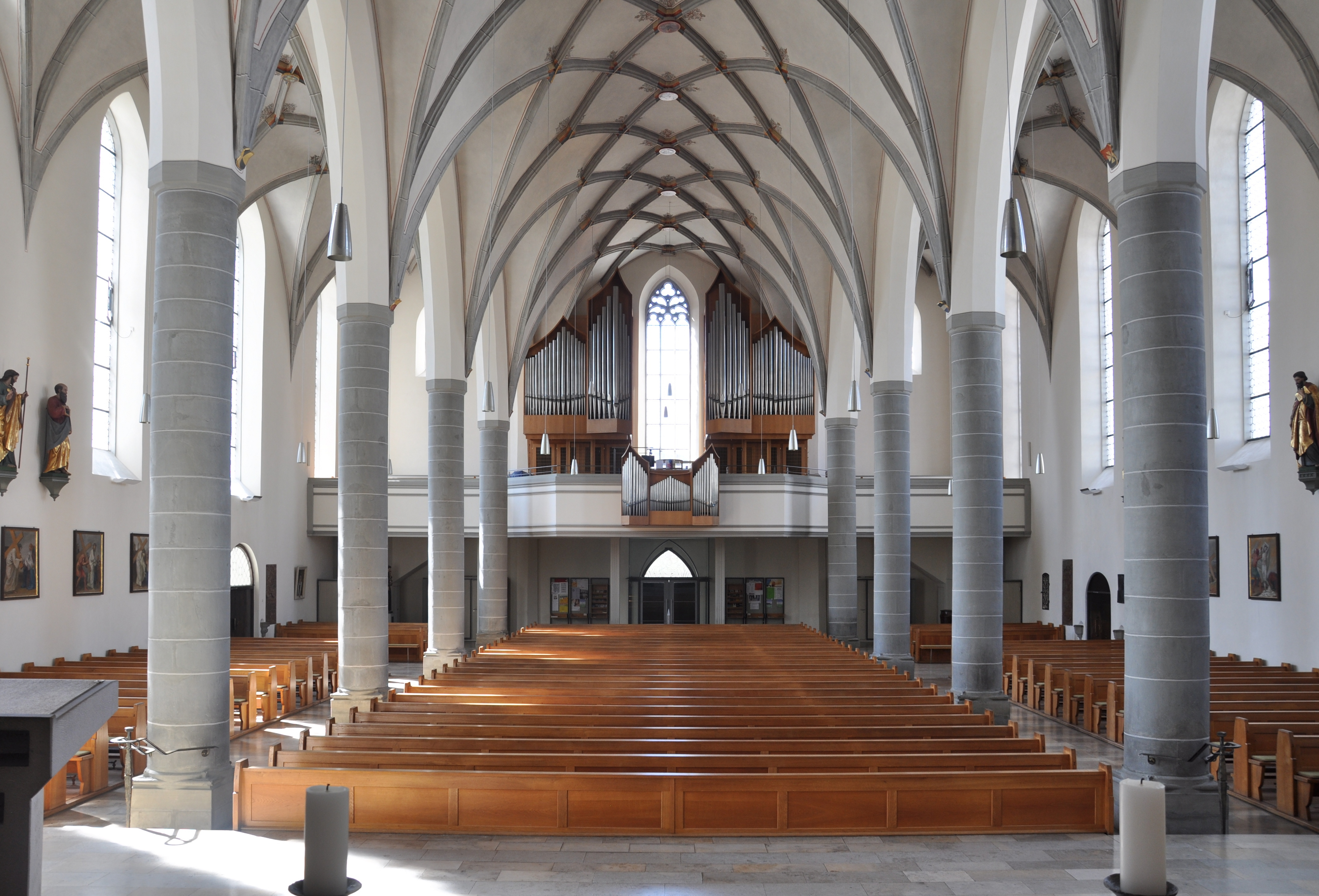
Blick durch das Kirchenschiff auf die Orgel

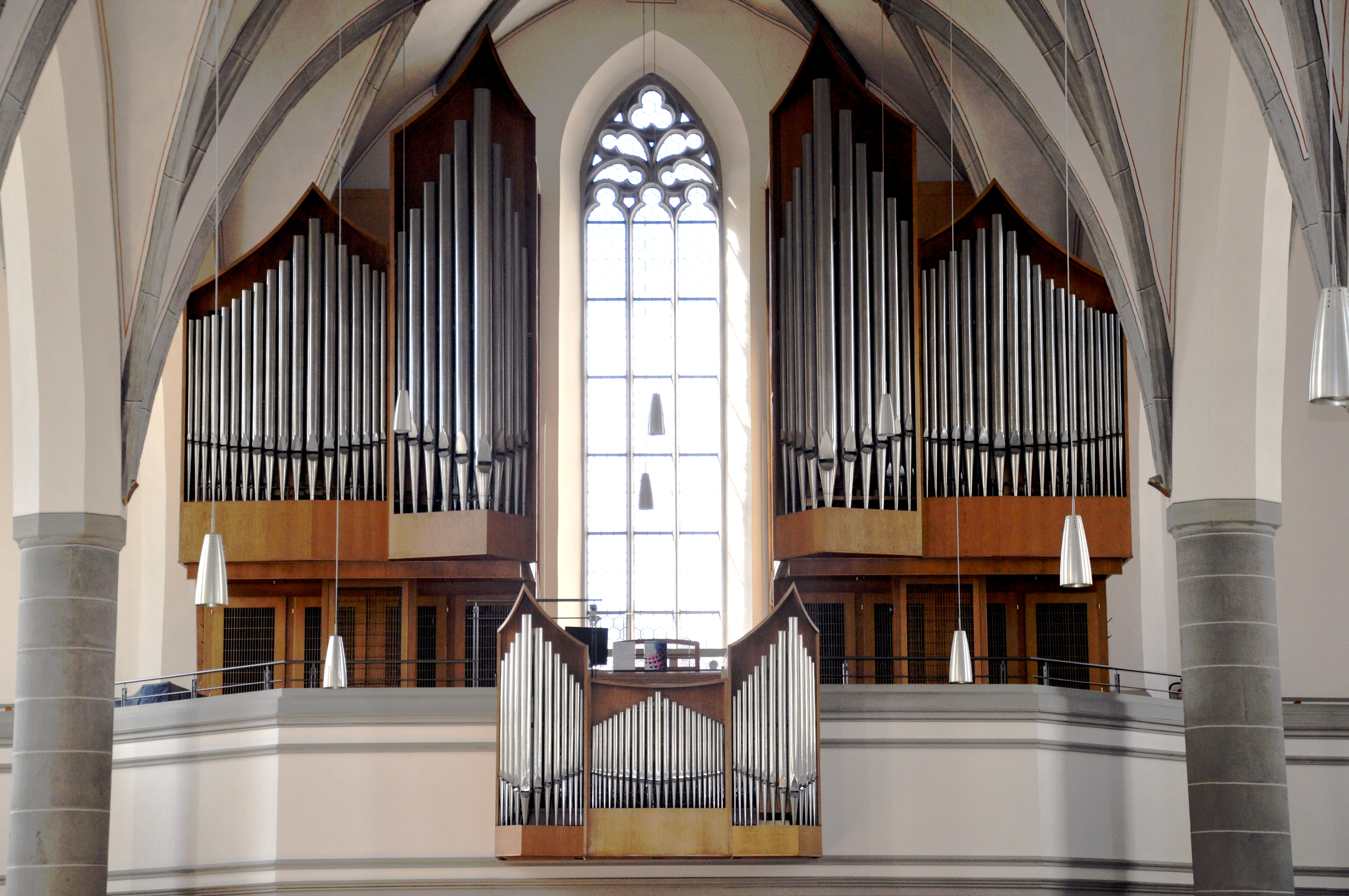
Blick durch das Kirchenschiff auf die Orgel

Die Orgel wurde 1964 von dem Orgelbauer Johannes Karl (Aichstetten) erbaut. Durch Restaurierungsarbeiten in der Kirche 1972 befand sich das Instrument daraufhin in einem schlechten Zustand. Das Werk wurde 1987 von Martin Gegenbauer technisch neu gebaut. 2004 wurde ein neuer Spieltisch installiert und ein Setzer eingebaut. Das Schleifladen-Instrument verfügt über 52 Register auf drei Manualwerken und Pedal. Die Spiel-Trakturen sind mechanisch, die Registertrakturen sind elektrisch.
| I Rückpositiv C–g3 |              |         |
| 01.                | Gedackt      | 08′     |
| 02.                | Principal    | 04′     |
| 03.                | Rohrflöte    | 04′     |
| 04.                | Quint        | 02 ⁄3′  |
| 05.                | Schwiegel    | 02′     |
| 06.                | Terz         | 01 3⁄5′ |
| 07.                | Larigot      | 01 ⁄3′  |
| 08.                | Sifflöte     | 01′     |
| 09.                | Cymbel       | 02⁄3′   |
| 10.                | Musette      | 16′     |
| 11.                | Vox humana 0 | 08′     |
|                    | Tremulant    |         |

| II Hauptwerk C–g3 |                        |        |
| 12.               | Praestant              | 16′    |
| 13.               | Principal              | 08′    |
| 14.               | Gamba                  | 08′    |
| 15.               | Flöte                  | 08′    |
| 16.               | Holzgedackt            | 08′    |
| 17.               | Octave                 | 04′    |
| 18.               | Spillflöte             | 04′    |
| 19.               | Quinte                 | 02 ⁄3′ |
| 20.               | Doublette              | 02′    |
| 21.               | Groß-Cornett V (ab f0) | 08′    |
| 22.               | Mixtur                 | 01 ⁄3′ |
| 23.               | Cymbel                 | 02⁄3′  |
| 24.               | Dulcian                | 16′    |
| 25.               | Trompete               | 08′    |

| III Schwellwerk C–g3 |                      |         |
| 26.                  | Bourdon              | 16′     |
| 27.                  | Hornprincipal        | 08′     |
| 28.                  | Salicional           | 08′     |
| 29.                  | Schwebung            | 08′     |
| 30.                  | Rohrgedackt          | 08′     |
| 31.                  | Principal            | 04′     |
| 32.                  | Fugara               | 04′     |
| 33.                  | Flûte traversiere    | 04′     |
| 34.                  | Nazard               | 02 ⁄3′  |
| 35.                  | Quarte               | 02′     |
| 36.                  | Terz                 | 01 3⁄5′ |
| 37.                  | Septime              | 01 ⁄7′  |
| 38.                  | Plein-jeu            | 02′     |
| 39.                  | Hautbois             | 08′     |
| 40.                  | Trompette harmonique | 08′     |
| 41.                  | Clairon              | 04′     |
|                      | Tremulant            |         |

| Pedalwerk C–f1 |              |         |
| 42.            | Contrabaß    | 32′     |
| 43.            | Principalbaß | 16′     |
| 44.            | Subbaß       | 16′     |
| 45.            | Oktavbaß     | 08′     |
| 46.            | Coppel       | 08′     |
| 47.            | Choralbaß    | 04′     |
| 48.            | Cornettbaß   | 05 1⁄3′ |
| 49.            | Mixtur       | 02 ⁄3′  |
| 50.            | Posaune      | 16′     |
| 51.            | Fagott       | 08′     |
| 52.            | Trompete     | 04′     |

- Koppeln: I/II, III/I, III/II (auch als Suboktavkoppel), III/III (Suboktavkoppel), I/P, II/P, III/P
- Spielhilfen: Elektrische Setzeranlage, freie Pedalkombinationen; Handregister, 2 freie Kombinationen, Tutti, Registercrescendo, diverse Absteller

## Glocken
Im Turm von St. Martin hängen 5 Läute-Glocken. Die kleinste Glocke stammt von dem Großgeläut, welches 1880 von der Glockengießerei Zoller (Biberach) gegossen wurde; diese Glocke hängt in ihrem ursprünglichen Holz-Glockenstuhl in der oberen Glockenstube. Die übrigen vier Glocken wurden 1949 von der Glockengießerei Kurtz (Stuttgart) gegossen. Sie hängen in einem Stahlglockenstuhl in der unteren Glockenstube. Die Glocken haben die Schlagtöne h0, dis1, fis1, gis1, h1.